# پونور (پیروت)
پونور (به صربی: Ponor) یک منطقهٔ مسکونی در صربستان است که در پیروت واقع شده‌است. پونور ۳۷۹ نفر جمعیت دارد.